# 化学ポテンシャル
化学ポテンシャル（かがくポテンシャル、英語: chemical potential）は、熱力学で用いられる示強性状態量の一つで、浸透圧や相平衡、化学反応のようなマクロな物質量の移動が伴う現象で重要となる物理量である。
推奨される量記号は、μ（ミュー）である。
化学ポテンシャルの概念および記号と用語は、ウィラード・ギブズの1876年の論文『不均一な物質系の平衡に就いて』で導入された。
化学ポテンシャルは、物質の多寡により系が潜在的に持つエネルギーの大きさの尺度となる量である。
例えば、半透膜で隔てられた二つの系の間に濃度差が有った場合、浸透圧が生じ仕事を為す事ができる。
また、物質が増減する化学反応では熱の出入り（発熱反応、吸熱反応）を伴う。
このように、物質が存在することにより系は潜在的にエネルギーを持つ。
その系に含まれるある成分の単位物質量あたりのギブスエネルギーがその成分の化学ポテンシャルに相当する。

## 定義
熱力学的な系の内部エネルギー{\displaystyle U}の微小変化{\displaystyle dU}は、熱力学第一法則より、
{\displaystyle dU=d'Q+d'W}
である。ここで、{\displaystyle d'Q}は外部から系に流れる熱量、{\displaystyle d'W}は外部が系にする仕事である。系のエントロピーを{\displaystyle S}、熱力学的温度を{\displaystyle T}とすると、{\displaystyle d'Q=TdS}であるから、上式は、
{\displaystyle dU=TdS+d'W}
である。系が外部と粒子の出入りがない場合では、{\displaystyle d'W}は力学的仕事{\displaystyle d'W_{M}=-PdV}（{\displaystyle P}は系の圧力、{\displaystyle V}は系の体積）に等しく、
{\displaystyle dU=TdS-PdV}
となるが、粒子の出入りがある場合では、{\displaystyle d'W}に化学的仕事{\displaystyle d'W_{C,i}=\mu _{i}dN_{i}}が加わる（ここでiは粒子の種類（成分）を識別する記号である）。すなわち、{\displaystyle d'W=d'W_{M}+\sum _{i}d'W_{C,i}}であり、{\displaystyle dU}は
となる。ここで、{\displaystyle dN_{i}}は成分iの物質量{\displaystyle N_{i}}の微小変化を表しており、{\displaystyle \mu _{i}}は
　　{\displaystyle \mu _{i}(S,V,{\boldsymbol {N}})=\left({\frac {\partial U}{\partial N_{i}}}\right)_{S,V,N_{j\neq i}}}
で定義される、化学ポテンシャルと呼ばれる量である。（全微分も参照）ここで、括弧に付く添え字はその変数を一定にして偏微分することを意味する。また、{\displaystyle N_{j\neq i}}は{\displaystyle i}以外の全ての成分の物質量を表す。

### その他の表現
化学ポテンシャルは様々な変数の組の関数として、また様々な熱力学ポテンシャルの偏微分の関数として表現される。例えば、Fを系のヘルムホルツエネルギーとすると、成分{\displaystyle i}の化学ポテンシャルは
　　{\displaystyle \mu _{i}(T,V,{\boldsymbol {N}})=\left({\frac {\partial F}{\partial N_{i}}}\right)_{T,V,N_{j\neq i}}}
と表される。これは次のようにして示される。まず、{\displaystyle F=U-TS}なので、その微小変化は、{\displaystyle dF=dU-SdT-TdS}である。ここで(*)のdUを代入すると{\displaystyle dF\left(T,V,{\boldsymbol {N}}\right)=-SdT-PdV+\sum _{i}\mu _{i}dN_{i}}であるから、上式が成り立つことが言える。ここで、UからFへの変換はルジャンドル変換となっている。同様に、系のギブズエネルギーG=U-TS+PVとエンタルピーH=U+PVに対して、
　　{\displaystyle \mu _{i}(T,P,{\boldsymbol {N}})=\left({\frac {\partial G}{\partial N_{i}}}\right)_{T,P,N_{j\neq i}}}
　　{\displaystyle \mu _{i}(S,P,{\boldsymbol {N}})=\left({\frac {\partial H}{\partial N_{i}}}\right)_{S,P,N_{j\neq i}}}
も示される。また、(*)より、エントロピーSの微小変化は{\displaystyle dS={\frac {1}{T}}dU+{\frac {P}{T}}dV-{\frac {1}{T}}\sum _{i}\mu _{i}dN_{i}}なので、
　　{\displaystyle \mu _{i}(U,V,{\boldsymbol {N}})=-T\left({\frac {\partial S}{\partial N_{i}}}\right)_{U,V,N_{j\neq i}}}
も成り立つ。

## ギブズエネルギーとの関係

### 部分モルギブズエネルギー
温度 T と圧力 p、および物質量の組 N = (N1, N2,...) により平衡状態が指定される場合での化学ポテンシャルは
{\displaystyle \mu _{i}({\boldsymbol {N}};T,p)=\left({\frac {\partial G}{\partial N_{i}}}\right)_{T,p,N_{j\neq i}}}
で与えられる。
このように温度と圧力と、1成分を除いた物質量を固定した示量変数の偏微分は部分モル量（partial molal quantity）と呼ばれ、この意味で化学ポテンシャルは部分モルギブズエネルギーに等しい。

### オイラーの関係式
系のスケール変換を考えれば、ギブスエネルギーと物質量の示量性、及び温度と圧力の示強性から、スケール・パラメータ λ に対して
{\displaystyle \lambda G({\boldsymbol {N}};T,p)=G(\lambda {\boldsymbol {N}};T,p)}
が成り立つ。これを λ について微分すれば
{\displaystyle G({\boldsymbol {N}};T,p)=\sum _{i}N_{i}\left.{\frac {\partial G}{\partial N_{i}}}\right|_{N=\lambda N}=\sum _{i}N_{i}\,\mu _{i}(\lambda {\boldsymbol {N}};T,p)}
であり、λ = 1 と置けば
{\displaystyle G({\boldsymbol {N}};T,p)=\sum _{i}N_{i}\,\mu _{i}({\boldsymbol {N}};T,p)}
の関係が得られる。各成分の化学ポテンシャルとその成分の物質量の積の総和がギブズエネルギーとなる。
特に単一成分系では
{\displaystyle G(N;T,p)=N\mu (T,p)}
であり、ギブズエネルギーは物質量に比例し、化学ポテンシャルは物質量に依らない。
つまり１成分系では温度と圧力が等しければ化学ポテンシャルは等しい。これは自由に熱を通し自由に動くことができる壁に穴を開けても、平衡状態は変化しない（壁の両側でマクロな物質量は変化しない）ことを意味する。

## 化学ポテンシャルの偏微分
温度T、圧力pを変数としたときの化学ポテンシャルの偏微分は
{\displaystyle \left({\frac {\partial \mu }{\partial T}}\right)_{p}={\frac {1}{N}}\left({\frac {\partial G}{\partial T}}\right)_{p,N}=-{\frac {S}{N}}}
{\displaystyle \left({\frac {\partial \mu }{\partial p}}\right)_{T}={\frac {1}{N}}\left({\frac {\partial G}{\partial p}}\right)_{T,N}={\frac {V}{N}}}
となる。
　「ギブズ・デュエムの式」も参照

## 具体的な表示

### 気体の化学ポテンシャル
理想気体のモル体積は Vm = RT/p であり、これを積分すると
{\displaystyle \mu (T,p)=\mu ^{\circ }(T)+RT\ln {\frac {p}{p^{\circ }}}}
となる。ここで p° は標準状態圧力、μ° は標準化学ポテンシャルである。
実在気体の場合はモル体積をビリアル展開で
{\displaystyle V_{\text{m}}(T,p)={\frac {RT}{p}}+B(T)+C(T)\,p+O(p^{2})}
と表わしたものを積分すれば
{\displaystyle \mu (T,p)=\mu ^{\circ }(T)+RT\ln {\frac {p}{p^{\circ }}}+B(T)\,p+C(T)\,{\frac {p^{2}}{2}}+O(p^{3})}
となる。標準化学ポテンシャルは
{\displaystyle \mu ^{\circ }(T)=\lim _{p\to 0}\left\{\mu (T,p)-RT\ln {\frac {p}{p^{\circ }}}\right\}}
で定義される。
また、フガシティー f を用いることで実在気体の化学ポテンシャルを
{\displaystyle \mu (T,p)=\mu ^{\circ }(T)+RT\ln {\frac {f(T,p)}{p^{\circ }}}}
と表わすこともできる。ビリアル展開の形と比較すれば、フガシティーは
{\displaystyle f(T,p)=p\,e^{Bp/RT+O(p^{2})}}
である。

### 混合のポテンシャル
混合物の組成をモル分率 xi の組で表したとき、理想混合系の化学ポテンシャルは
{\displaystyle \mu _{i}^{\text{id}}({\boldsymbol {x}};T,p)=\mu _{i}^{*}(T,p)+RT\ln x_{i}}
で表される。ここで * は純物質における量を表している。
特に理想混合気体では
{\displaystyle \mu _{i}^{\text{id}}({\boldsymbol {x}};T,p)=\mu _{i}^{\circ }(T)+RT\ln {\frac {x_{i}\,p}{p^{\circ }}}}
となり、純粋系での圧力をその組成の分圧 xi p で置き換えた形となる。
実在気体の混合系では、分圧をフガシティーへ置き換えて表される。
実在の固溶体や実在溶液では、モル分率を活量へ置き換えて
{\displaystyle \mu _{i}({\boldsymbol {x}};T,p)=\mu _{i}^{*}(T,p)+RT\ln a_{i}({\boldsymbol {x}};T,p)}
で表わされる。

### 溶液の化学ポテンシャル
理想溶液において、溶質 i の濃度が質量モル濃度 bi で表されるときの化学ポテンシャルは
{\displaystyle \mu _{i}({\boldsymbol {b}};T,p)=\mu _{b,i}^{\circ }(T,p)+RT\ln {\frac {b_{i}}{b^{\circ }}}}
で表される。ここで b° は標準質量モル濃度であり、通常 b° = 1 mol/kg に選ばれる。
溶質の濃度がモル濃度 ci で表されるときの化学ポテンシャルは
{\displaystyle \mu _{i}({\boldsymbol {c}};T,p)=\mu _{c,i}^{\circ }(T,p)+RT\ln {\frac {c_{i}}{c^{\circ }}}}
で表される。ここで c° は標準モル濃度であり、通常 c° = 1 mol/L に選ばれる。
実在溶液の場合は活量を用いることで、それぞれに
{\displaystyle \mu _{i}({\boldsymbol {b}};T,p)=\mu _{b,i}^{\circ }(T,p)+RT\ln a_{b,i}({\boldsymbol {b}};T,p)}
{\displaystyle \mu _{i}({\boldsymbol {c}};T,p)=\mu _{c,i}^{\circ }(T,p)+RT\ln a_{c,i}({\boldsymbol {c}};T,p)}
と表わすことができる。
無限希釈の極限 b → 0 あるいは c → 0 で理想溶液に漸近するので、標準化学ポテンシャルは
{\displaystyle \mu _{b,i}^{\circ }(T,p)=\lim _{b\to 0}\left\{\mu _{i}({\boldsymbol {b}};T,p)-RT\ln {\frac {b_{i}}{b^{\circ }}}\right\}}
{\displaystyle \mu _{c,i}^{\circ }(T,p)=\lim _{c\to 0}\left\{\mu _{i}({\boldsymbol {c}};T,p)-RT\ln {\frac {c_{i}}{c^{\circ }}}\right\}}
で定義される。

#### 見かけの化学ポテンシャル
溶質の濃度が質量モル濃度 b で表されるときの溶媒のモル分率は
{\displaystyle x_{\text{slv}}={\frac {1}{1+M_{\text{slv}}\sum _{\text{slt}}b}}}
なので、理想溶液における溶媒の化学ポテンシャルは
{\displaystyle \mu _{\text{slv}}^{\text{id}}({\boldsymbol {b}};T,p)=\mu _{\text{slv}}^{*}(T,p)-RT\ln \left(1+M_{\text{slv}}\sum _{\text{slt}}b_{i}\right)}
である。実在溶液においては活量で置き換えて
{\displaystyle {\begin{aligned}\mu _{\text{slv}}({\boldsymbol {b}};T,p)&=\mu _{\text{slv}}^{*}(T,p)+RT\ln a_{\text{slv}}({\boldsymbol {b}};T,p)\\&=\mu _{\text{slv}}^{*}(T,p)-\phi RTM_{\text{slv}}\sum _{\text{slt}}b_{i}\end{aligned}}}
となる。
ここで
{\displaystyle \phi ({\boldsymbol {b}};T,p)=-{\frac {\ln a_{\text{slv}}({\boldsymbol {b}};T,p)}{M_{\text{slv}}\sum _{\text{slt}}b}}}
は浸透係数である。
このときギブズエネルギーは
{\displaystyle {\begin{aligned}G&=N_{\text{slt}}\,\mu _{\text{slv}}+\sum _{\text{slt}}N_{i}\,\mu _{i}\\&=N_{\text{slt}}\,\mu _{\text{slv}}^{*}+\sum _{\text{slt}}N_{i}\left\{\mu _{i}-\phi RT\right\}\\&=N_{\text{slt}}\,\mu _{\text{slv}}^{*}+\sum _{\text{slt}}N_{i}\,\mu _{i}^{\text{app}}\end{aligned}}}
となる。ここで app は見かけの量 (apparent molar property) を表している。

## 化学平衡
化学量論数 νi で表される化学反応において、反応進行度を ξ とすれば、物質量は
{\displaystyle N_{i}(\xi )=N_{0,i}+\nu _{i}\,\xi }
と表わされる。等温等圧条件下ではギブズエネルギーが減少する方向に変化が進行し、平衡状態においてギブズエネルギーが極小となる。従って
{\displaystyle \Delta _{\text{r}}G\equiv {\frac {d}{d\xi }}G({\boldsymbol {N}}(\xi );T,p)=0}
を満たす ξ において化学平衡となる。
反応のギブズエネルギーは化学ポテンシャルを用いて
{\displaystyle \Delta _{\text{r}}G=\sum _{i}{\frac {dN_{i}}{d\xi }}\,\left({\frac {\partial G}{\partial N_{i}}}\right)_{T,p,N_{j\neq i}}=\sum _{i}\nu _{i}\,\mu _{i}({\boldsymbol {N}}(\xi );T,p)}
と書くことができて、理想混合気体においては
{\displaystyle \Delta _{\text{r}}G=\sum _{i}\nu _{i}\,\mu _{i}^{\circ }(T)+RT\sum _{i}\ln \left({\frac {px_{i}(\xi )}{p^{\circ }}}\right)^{\nu _{i}}}
となる。
標準平衡定数を
{\displaystyle RT\ln K^{\circ }(T;{\boldsymbol {\nu }})=-\sum _{i}\nu _{i}\,\mu _{i}^{\circ }(T)}
で定義すれば、平衡の条件は
{\displaystyle K^{\circ }(T;{\boldsymbol {\nu }})=\prod _{i}\left({\frac {px_{i}(\xi )}{p^{\circ }}}\right)^{\nu _{i}}}
となる。

## 物性物理学への応用
モル数でなく、粒子数としての化学ポテンシャルμも考えることができる。固体電子論における電子系（例：電子ガス）でも化学ポテンシャルを定義することができ、特に温度T = 0 Kにおける化学ポテンシャル μ のことを、フェルミエネルギーεFと呼ぶ場合がある。
{\displaystyle \mu _{T=0}=\epsilon _{F}}